# 結城直朝 (白河氏)
結城 直朝（ゆうき なおとも）は、室町時代後期の武将。白河結城氏6代当主。

## 略歴
小峰氏5代当主・小峰朝親の子として誕生。白河結城氏5代当主・結城氏朝の養子となり家督を継いだ。永享4年（1432年）、修理大夫に任ぜられた。永享10年（1438年）の永享の乱で活躍し室町幕府の支持を得て、南奥州や北関東の諸氏に対して勢威を及ぼした。
長禄2年（1458年）、享徳の乱で古河公方・足利成氏によって関東から追放された宇都宮等綱を保護している。同年、幕府から成氏討伐を命じられ、奥州探題・大崎教兼と共に出陣するよう命じられているが、関東に出陣する事はなかった。代わりに、文明4年（1472年）に二家に分裂していた下野国の那須氏それぞれの当主・那須明資と那須資実の仲介をしたり、他家の紛争に介入して所領を得たり、蘆名氏の内乱の際は蘆名盛詮を救援するなどしている。白河結城氏の勢力が頂点に達したのは直朝の代である。
文正元年（1466年）、子・政朝に家督を譲り、出家して道朝と号したが、その後も実権は持ち続けた。文明13年（1481年）に政朝が催した連歌会（「白河万句」）に出席している。